# إعلان كوسكو
إعلان كوسكو ورسميًا ديباجة قانون التأسيس لاتحاد أمريكا الجنوبية هو إعلان من صفحتين للنوايا وقعه 12 دولة من أمريكا الجنوبية خلال قمة أمريكا الجنوبية الثالثة في 8 ديسمبر 2004 في كوسكو بيرو. يعلن عن تأسيس اتحاد دول أمريكا الجنوبية. ودعت إلى برلمان إقليمي وسوق مشتركة وعملة مشتركة.